# Steggoa gracilior
Steggoa gracilior är en ringmaskart som beskrevs av Chamberlin 1919. Steggoa gracilior ingår i släktet Steggoa och familjen Phyllodocidae. Inga underarter finns listade i Catalogue of Life.